# Stare Okniny
Stare Okniny – wieś w Polsce położona w województwie mazowieckim, w powiecie siedleckim, w gminie Wiśniew. Ma status sołectwa.
W latach 1975–1998 miejscowość administracyjnie należała do województwa siedleckiego.
Przez wieś przebiega droga powiatowa Zabłocie – Gostchorz.
Wierni Kościoła rzymskokatolickiego należą do parafii św. Andrzeja z Awelinu w Radomyśli.
W miejscowości działa założona w 1965 roku jednostka ochotniczej straży pożarnej. Jednostka posiada dwa samochody gaśnicze: średni GBA 2,5/16 Star 266 oraz ciężki  GCBA 5/24/2,5 Jelcz 010